# Zbigniew Pilarczyk

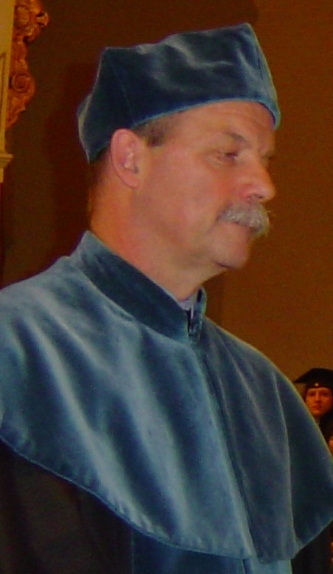
Prof. UAM dr hab. Zbigniew Pilarczyk jako prodziekan Wydziału Historycznego UAM (2006 r.)

Zbigniew Andrzej Pilarczyk (ur. 1950 we Wronkach) – polski historyk specjalizujący się w dziedzinie historii wojskowości, doktor habilitowany, profesor Uniwersytetu im. Adama Mickiewicza w Poznaniu. Kierownik Zakładu Historii Wojskowości Instytutu Historii Uniwersytetu im Adama Mickiewicza. Prorektor ds. studenckich UAM na kadencje 2008–2012 i 2012-2016.

## Życiorys
W latach 1964–1969 uczył się w Liceum Pedagogicznym w Trzciance. Następnie w latach 1970–1975 studiował historię na ówczesnym Wydziale Filozoficzno-Historycznym Uniwersytetu im. Adama Mickiewicza w Poznaniu. Po ich ukończeniu podjął pracę naukową na Wydziale Filozoficzno-Historycznym, a po reorganizacji w 1976 na Wydziale Historycznym. W 1985 r. uzyskał stopień naukowy doktora na podstawie rozprawy Obronność miasta Poznania w latach 1253–1783 (promotor: Karol Olejnik), a w 1998 r. doktora habilitowanego (rozprawa habilitacyjna: Fortyfikacje na ziemiach koronnych Rzeczypospolitej w XVII wieku). W 2000 uzyskał awans na stanowisko profesora UAM. Od wielu lat pełni funkcję kierownika Zakładu Historii Wojskowości UAM. W latach 2002–2008 prodziekan ds. dydaktycznych Wydziału Historycznego i równolegle członek Komisji Rektorskiej ds. Dydaktyki. Prorektor ds. studenckich UAM na kadencje 2008–2012 i 2012-2016.
Specjalizuje się w historii średniowiecza, wojskowości, fortyfikacji i harcerstwa. Jest wykładowcą Wydziału Historycznego UAM, Wydziału Pedagogiczno-Artystycznego UAM w Kaliszu oraz Studium Doktoranckiego Wydziału Budownictwa Politechniki Poznańskiej. Wypromował 10 doktorów.
Prowadzi także aktywną działalność społeczną. Od 1967 r. jest instruktorem Związku Harcerstwa Polskiego. Pełni także funkcję przewodniczącego Rady Chorągwi Wielkopolskiej ZHP w Poznaniu oraz członka Rady Programowej Muzeum Harcerstwa w Warszawie i Rady Muzeum Walk Niepodległościowych w Poznaniu. W 2006 r. był członkiem komitetu honorowego kandydata na prezydenta Poznania Jacka Tomczaka. Za swoją działalność został odznaczony Medalem Komisji Edukacji Narodowej oraz Odznaką „Za zasługi dla oświaty”. W 2008 r. wyróżniony statuetką "Dobosz Powstania Wielkopolskiego", przyznawaną przez Zarząd Główny Towarzystwa Pamięci Powstania Wielkopolskiego 1918/1919. W 2005 odznaczony Krzyżem Kawalerskim Orderu Odrodzenia Polski, a w 2025 – Krzyżem Oficerskim.

## Publikacje
- Obronność Poznania w latach 1253–1793, Warszawa-Poznań 1988.
- Fortyfikacje na ziemiach koronnych Rzeczypospolitej w XVII wieku, Poznań 1997.
- Rawicz jako przykład nowej lokacji miasta w Rzeczypospolitej w XVII wieku, Rawicz 1998.
- Poznań : fortyfikacje miejskie: przewodnik, Poznań 2004 (wspólnie z W. Gostyńskim).
- 50 lat działalności Komisji Historycznej Chorągwi Wielkopolskiej ZHP 1957–2007 (wspólnie z M. Pietrzykowskim), Poznań 2007.
- (red.; wspólnie z M. Franzem) Od najazdów pogańskich dotąd są państwa Waszej Królewskiej Mości spokojne...: studia ofiarowane w siedemdziesiątą rocznicę urodzin Profesorowi Karolowi Olejnikowi, Toruń 2008.